# Drago Bregar
Drago Bregar, slovenski tiskar in alpinist, * 23. avgust 1952, Višnja Gora, † 10. julij 1977, Gašerbrum I., Pakistan.
Izučil se je za tiskarja in se zaposlil v takratni Tiskarni Ljudske pravice, kot planinec pa je preplezal več težavnih smeri v Alpah in na Kavkazu. Bil je član Alpinističnega odseka Železničar.
Leta 1977 se je udeležil improvizirane odprave Planinskega društva Tržič na 8086 m visoki Gašerbrum I. oz. »Hidden Peak« v pakistanskem delu Himalaje, kamor so se v lastni režiji odpravili s poltovornjakom in kombijem. S klasično tehniko - postavljanjem višinskih taborov - so dosegli 6.750 m nadmorske višine, od tam pa sta Andrej Štremfelj in Nejc Zaplotnik nadaljevala z vzponom sama. Postavila sta še četrti višinski tabor na 7.500 m in z njega osvojila vrh, Bregar pa se jima je pridružil v taboru kmalu po sestopu. Kljub slabi vremenski napovedi in prepričevanju soplezalcev je bil odločen, da tudi sam spleza na vrh in je sam ostal v taboru, Zaplotnik in Štremfelj pa sta sestopila. Po dveh dneh so z njim izgubili radijsko zvezo in tudi iskalna akcija v viharju je bila neuspešna.
Bregar je prva slovenska žrtev Himalaje. Po njem se danes imenujeta planinsko društvo iz Ljubljane in društveno zavetišče na planini Viševnik nad Bohinjskim jezerom.